# Rockwell-MBB X-31

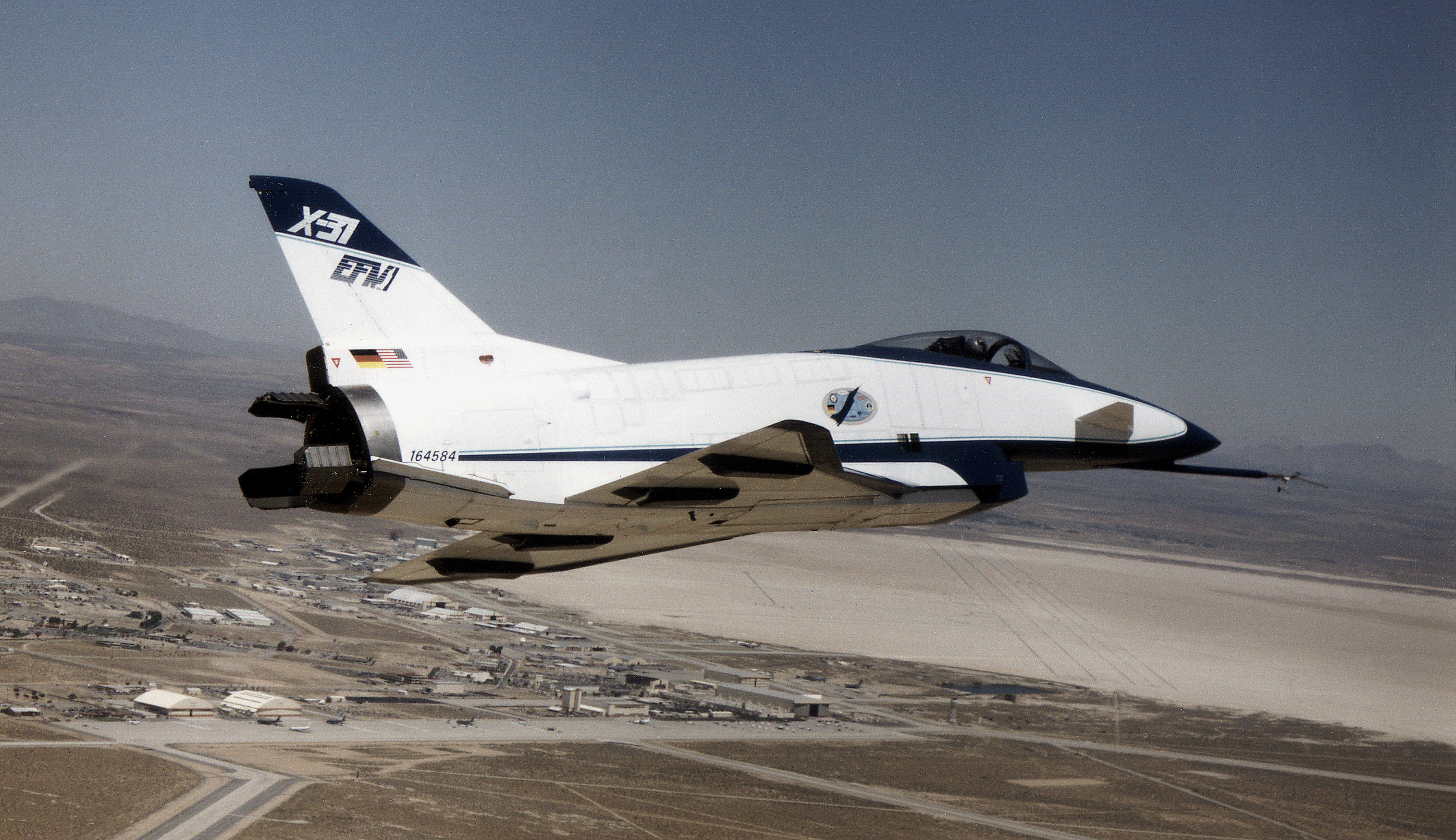
X-31 în zbor cu duză de evacuare a gazelor orientabilă şi tracţiune vectorială

Rockwell-MBB X-31 a fost un avion experimental proiectat pentru a explora tehnologia tracțiunii vectoriale.